# Cantó de Seta-1
Sète-1 fou un cantó francès al districte de Montpeller (departament de l'Erau, regió del Llenguadoc-Rosselló). Comptava amb una part de la ciutat de Seta, en el que és el centre de la ciutat i el port vell. L'altra part de la ciutat estava inclosa al Cantó de Seta-2. Ambdós cantons foren agrupats en el cantó de Seta, en la reorganització administrativa francesa del 2015.
|  |  |